# Missing (pel·lícula de 2023)
Missing és una pel·lícula de thriller estatunidenca del 2023 escrita i dirigida per Will Merrick i Nick Johnson (en el seu debut com a directors) a partir d'una història de Sev Ohanian i Aneesh Chaganty. La pel·lícula és una seqüela de Searching (2018). És protagonitzada per Storm Reid, Joaquim de Almeida, Ken Leung, Amy Landecker, Daniel Henney i Nia Long. S'ha subtitulat al català.
Missing es va estrenar al 39è Festival de Cinema de Sundance el 19 de gener de 2023 i als cinemes dels Estats Units d'Amèrica l'endemà.

## Argument
La trama segueix a June Allen, una adolescent de Los Angeles que intenta trobar la seva mare desapareguda després d'anar de vacances a Cartegena de Indias amb el seu nou xicot, Kevin.
June troba la contrasenya del compte de Gmail de Kevin, en el qual descobreix una sèrie d'àlies i el seu historial criminal. A més, June accedeix al perfil de cites en línia de Kevin, on els missatges anteriors revelen que la seva mare ja era conscient del passat de Kevin.